# Quintinia
Quintinia is een geslacht uit de familie Paracryphiaceae. De soorten komen voor van Maleisië tot in Nieuw-Zeeland.

## Soorten
- Quintinia altigena Schltr.
- Quintinia apoensis (Elmer) Schltr.
- Quintinia brassii Reeder
- Quintinia elliptica Hook.f.
- Quintinia epiphytica Mattf.
- Quintinia fawkneri F.Muell.
- Quintinia hyehenensis Pillon & Hequet
- Quintinia kuborensis P.Royen
- Quintinia lanceolata Reeder
- Quintinia ledermannii Schltr.
- Quintinia macgregorii F.Muell.
- Quintinia major (Baill.) Schltr.
- Quintinia media (Baill.) Guillaumin
- Quintinia minor (Baill.) Schltr.
- Quintinia montiswilhelmii P.Royen
- Quintinia nutantiflora Schltr.
- Quintinia oreophila (Schltr.) Schltr.
- Quintinia pachyphylla Schltr.
- Quintinia quatrefagesii F.Muell.
- Quintinia rigida Ridl.
- Quintinia schlechteriana O.C.Schmidt
- Quintinia serrata A.Cunn.
- Quintinia sessiliflora Pillon & Hequet
- Quintinia sieberi A.DC.
- Quintinia verdonii F.Muell.